# Painted Grotto
 (juin 2020).
La Painted Grotto est une grotte américaine située dans le comté d'Eddy, au Nouveau-Mexique. Protégée au sein du parc national des grottes de Carlsbad, elle est inscrite au Registre national des lieux historiques depuis le 8 mars 1977.